# Хуаянозавр
Хуаянозавр (лат. Huayangosaurus) — род динозавров из инфраотряда стегозавров, живших во времена юрского периода (170,3—163,5 млн лет назад) на территории современного Китая. Включает единственный типовой вид — Huayangosaurus taibaii.

## Описание
Вид описан Дун Чжимином и коллегами в 1982 году на основании голотипа IVPP V.6728, состоящий из полного черепа и фрагментарного посткриальной части скелета, включая три шейных, три спинных, четыре крестцовых и 20 хвостовых позвонков, две плюсневые кости, три фаланги, несколько кожных пластин, один позвоночник и четыре остеодермы. Найден в окрестностях Да Шаньпу в провинции Сычуань в Китае.
Пречелюстные зубы отсутствуют. В шейном отделе насчитывается 9 позвонков. Череп отличается наличием овального вдавления между предчелюстной и верхнечелюстной костями. На дорсальной стороне посторбитального отдела имеется небольшой рог. Верхняя челюсть у взрослого с 25-30 зубами. Передние спинные ребра с межреберными выступами и расширенными дистальными концами. Спинных позвонков 16, из них позвонки с 1 по 6 хорошо сохранились, а от 7 до 16 были раздавлены дорсовентрально, так что дуги позвонков разрушены
У Huayangosaurus шипы идут вдоль всей спины, а не только на хвосте, что отличает его от стегозавра. Является самым маленьким представителем инфраотряда стегозавров, около 4,5 м в длину и до 1,7 м в высоту, весил до 475 кг. Питался растительностью.